# Luis Kalaff
Luis Kalaf(f) Pérez (* 11. Oktober 1916 in Pimentel; † 2. Juli 2010 in Santo Domingo) war ein dominikanischer Sänger, Gitarrist und Komponist.
Der Sohn eines libanesischen Immigranten begann seine musikalische Laufbahn als Autodidakt, der mit einer selbst gebauten Gitarre auftrat. In den 1930er Jahren kam er nach Bonao, wo er eine erste Band mit Francisco Aquino gründete. 1939 gründete er die Los Alegres Dominicanos mit Papa Molina und Bienvenido Brens. Mit der Gruppe trug er, unterstützt vom Radiosender La Voz del Yuna (später La Voz Dominicana), in den 1940er und 1950er Jahren zur Verbreitung der dominikanischen Folklore im Land bei.
Ab 1978 lebte Kalaff in New York. Er komponierte hunderte von Merengues, Mangulinas, Salves, Carabinés und Boleros. 1996 zeichnete ihn der Senat der Dominikanischen Republik für sein Lebenswerk mit dem Orden de Caballero aus.

## Kompositionen
- Acuérdate de mi (Armando Vega)
- Amor sin esperanza (Celio González)
- Aunque me cueste la vida (Pedro Infante)
- Cuando vuelvas conmigo (Alberto Beltrán)
- El que me robó tu amor (Carlos Pizarro)
- Estoy a tu orden (Anthony Ríos)
- Me tienes que recordar (Tito Rojas)
- La Empalizá (Julio Iglesias)
- Melancolía (Panchito Riset)
- Mi Gloria (Pedro Vargas)
- Olvídate de mi (Julito Deschamps)
- Limosnero de amor (Alberto Beltrán)
- Nuestro encuentro (Fernando Villalona)
- Corazón de acero (La Sonora Santanera)
- La mina (Dioni Fernández)
- La Tuerca (Fernando Villalona)
- Cuando yo me muera (Joseíto Mateo)
- El colorao (Dioni Fernández)
- Son Mentiras de ella (Elenita Santos)
- Si tú no me quieres (Casandra Damirón)